# Antony Costa
Antony Costa (Burnt Oak, Barnet, 1981. június 23. –) brit énekes, dalszerző és színész, leginkább a Blue fiúegyüttes tagjaként ismert.
Eredetileg szitkomban és drámasorozatban is szerepelt a BBC Children-nél, mielőtt 2000-ben három társával (Duncan James, Lee Ryan, Simon Webbe) együtt megalapította a Blue együttest, amely világsikernek bizonyult, több millió lemezt adtak el, és számos daluk első vagy rangsorolt helyezett lett különböző nemzetek zenei listáin (All Rise, Too Close, If You Come Back, Fly By, One Love stb.). 2005 után visszatért a tévézéshez is, valóságshowban is szerepelt, valamint több televíziós sorozatban is. 2011-ben szerepeltek a Blue-val az Eurovíziós dalfesztiválon, I Can című szerzeményüket előadva, 11. helyezést megkaparintva. Magánéletét tekintve egy fiútestvére és egy lánytestvére van, apja görög, anyja zsidó származású.
Önállóan egy albumot (Heart Full of Soul, 2006), valamint egy kislemezt (Do You Ever Think of Me, 2004) jelentetett meg.

## További információ
- Antony Costa az Internet Movie Database-ben (angolul)
- Antony Costa a Rotten Tomatoeson (angolul)